# والتر کوبرله
والتر کوبرله (انگلیسی: Walter Köberle؛ زادهٔ ۱۳ january ۱۹۴۹ (۷۶ سال)) ورزشکار هاکی روی یخ اهل آلمان است.
وی در مسابقات کشوری و بین‌المللی در مجموع برندهٔ ۱ مدال برنز شده‌است.